# Scholengemeenschap voor Katholiek Secundair Onderwijs Sint-Gorik
De Scholengemeenschap voor Katholiek Secundair Onderwijs Sint-Gorik is een scholengemeenschap van Katholiek Onderwijs Vlaanderen voor secundair onderwijs in het Brussels Hoofdstedelijk Gewest:
1. Cardijnschool (Anderlecht en Vlezenbeek): BuSO
2. Don Bosco Technisch Instituut Sint-Pieters-Woluwe: BSO & TSO, Salesianen van Don Bosco.
3. Imelda-Instituut (Anderlecht en Brussel): BSO, TSO & KSO.
4. Jan-van-Ruusbroeckollege (Laken): ASO, Jezuïeten.
5. Lutgardiscollege (Oudergem): ASO, Broeders Maristen).
6. Maria Assumptalyceum (Brussel): ASO, BSO & TSO, Zusters der Christelijke Scholen van Vorselaar.
7. Maria Boodschaplyceum (Brussel): ASO, Zusters Annuntiaten van Heverlee.
8. Mater Dei-Instituut (Sint-Pieters-Woluwe): ASO & TSO, Zusters Annuntiaten van Heverlee.
9. Regina Pacisinstituut (Brussel): BSO & TSO, Zusters der Christelijke Scholen van Vorselaar.
10. Sint-Guido-Instituut (Anderlecht): ASO, BSO & TSO.
11. Sint-Jan Berchmanscollege (Brussel): ASO, Jezuïeten.
12. Sint-Jozefscollege (Sint-Pieters-Woluwe): ASO.
13. Sint-Lukas Kunsthumaniora (Schaarbeek): KSO
14. Sint-Niklaasinstituut (Anderlecht): ASO, Broeders van Scheppers.
15. Sint-Pieterscollege (Jette): ASO.